# FC 댈러스
FC 댈러스(영어: FC Dallas)는 댈러스-포트워스 도시권에 기반을 둔 미국의 프로 축구 클럽이다. 이 클럽은 서부 콘퍼런스 (MLS)의 일원으로 메이저 리그 사커(MLS)에 참가한다. 이 프랜차이즈는 1996년에 리그의 차터 클럽으로 시작되었다. 이 클럽은 1995년에 댈러스 번으로 창단되었으며, 2004년에 현재의 이름을 채택했다.
2005년부터 댈러스는 텍사스주 프리스코에 위치한 20,500명 수용 규모의 축구 전용 도요타 스타디움에서 DFW 지역 북부 교외 지역에서 경기를 치렀으며, 클럽 초창기 홈 경기는 코튼볼에서 열렸다. 팀은 형제인 클라크 헌트와 댄 헌트가 이끄는 헌트 스포츠 그룹이 소유하고 있다. 헌트 가족은 또한 NFL의 캔자스시티 치프스와 시카고 불스의 일부를 소유하고 있다.
토로스 아카데미는 유럽 클럽과 미국 축구 국가대표팀에서 활약한 여러 선수들, 예를 들어 웨스턴 매케니, 레지 캐논, 리카르도 페피, 크리스 리처즈 등을 배출한 선수들로 유명하다.

## 역사
1995년에 창단하였으며 창단 당시의 이름은 댈러스 번(Dallas Burn)이었다.

## 우승 기록
- US 오픈컵 (1회): 1997

## 선수단

### 현재 소속 선수 명단
참고: FIFA 자격 규정에 따라 소속된 국가대표팀 국기를 표시합니다. 선수는 복수의 FIFA 비회원국 국적을 가지고 있을 수 있습니다.
| 번호 | 포지션 | 국적     | 이름                |
| ---- | ------ | -------- | ------------------- |
| 6    | MF     | 에콰도르 | 패트릭슨 델가도     |
| 14   | MF     |          | 아시에르 이야라멘디 |
| 41   | MF     | 자메이카 | 타릭 스콧           |

| 번호 | 포지션 | 국적 | 이름 |
| ---- | ------ | ---- | ---- |

## 홈경기장
| 경기장          | 사용기간                    | 장소                  | 팀명                | 비고 |
| --------------- | --------------------------- | --------------------- | ------------------- | --- |
| 코튼볼          | 1996년~2002년 2004년~2005년 | 텍사스주 댈러스       | 댈러스 번 FC 댈러스 | 빈칸 |
| 드래곤 스타디움 | 2003년                      | 텍사스주 사우스레이크 | 댈러스 번           | 빈칸 |
| 도요타 스타디움 | 2005년~현재                 | 텍사스주 프리스코     | FC 댈러스           | 프리스코 사커 & 엔터테인먼트 콤플렉스 (2005년) 피자헛 파크 (2005년~2012년) FC 댈러스 스타디움 (2012년~2013년) |

## 유나이티드 사커 리그제휴팀
- 오클라호마시티 에너지 (오클라호마시티, 오클라호마)